# Zweedse parlementsverkiezingen 1960
Hieronder de uitslag van de Zweedse Tweede Kamerverkiezingen (Andrakammarvalet) van 18 september 1960.
| Partij                             | Partijleider    | Stemmen   | %       | ± %       | Zetels | ± Zetels |
| ---------------------------------- | --------------- | --------- | ------- | --------- | ------ | -------- |
| Socialdemokraterna (S)             | Tage Erlander   | 2 032 937 | 47,81   | ▲ 1,60    | 114    | ▲3       |
| Folkpartiet (FP)                   | Bertil Ohlin    | 744 097   | 17,50   | ▲ 0,70    | 40     | ▲2       |
| Högerpartiet (H)                   | Jarl Hjalmarson | 704 412   | 16,57   | ▼ 3,00    | 39     | ▼ 6      |
| Centerpartiet (C)                  | Gunnar Hedlund  | 579 006   | 13,62   | ▲ 0,90    | 34     | ▲ 2      |
| Sveriges Kommunistiska Parti (SKP) | Hilding Hagberg | 190 554   | 4,48    | ▲ 0,90    | 5      | —        |
| Overig                             | —               | 979       | 0,02    | —         | 0      | —        |
| Geldige stemmen                    | —               | 4 251 985 | 100     | —         | —      | —        |
| Totaal                             | Totaal          | 4 271 610 | (85,90) | ▲ (8,50 ) | 232    | ▲ (1)    |

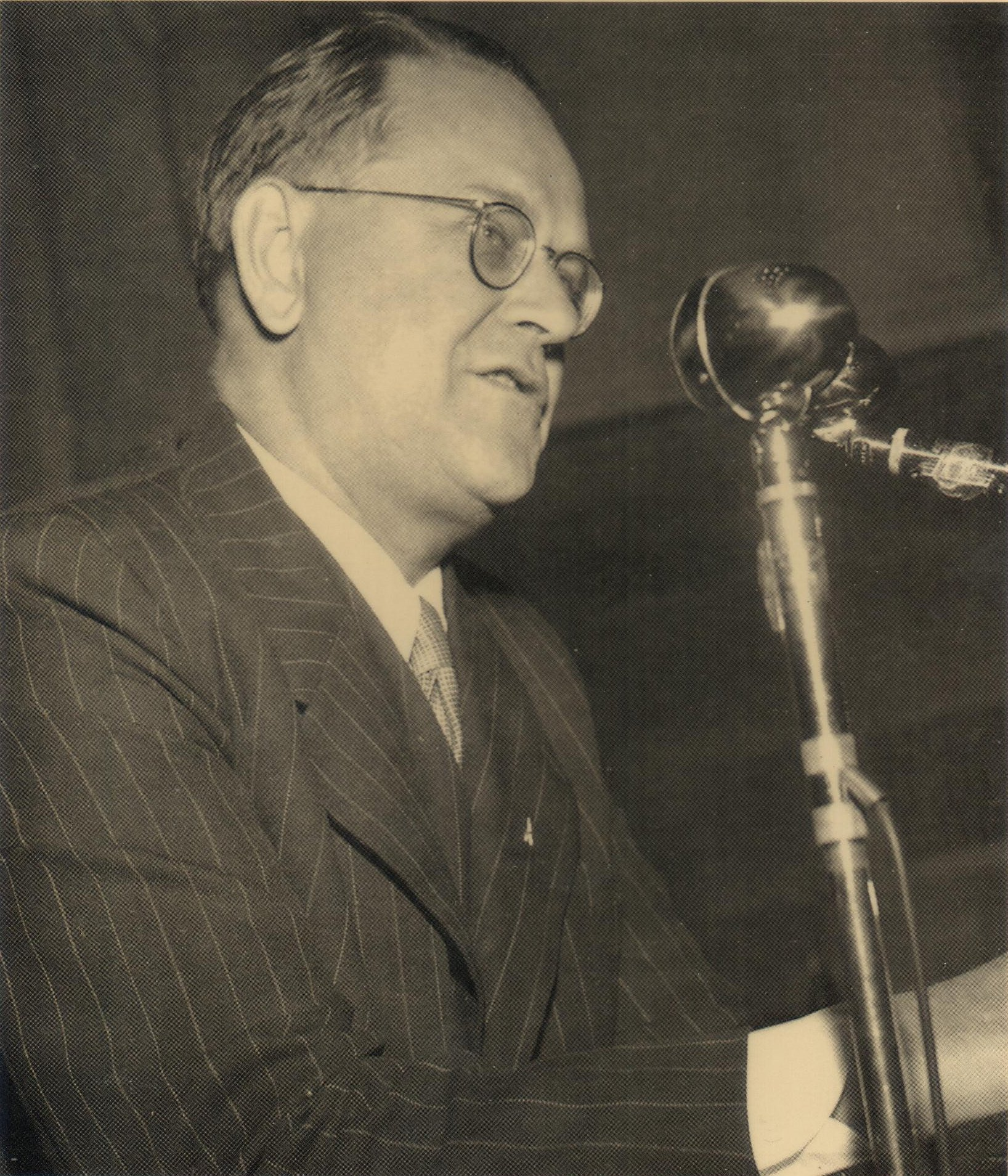
Tage Erlander
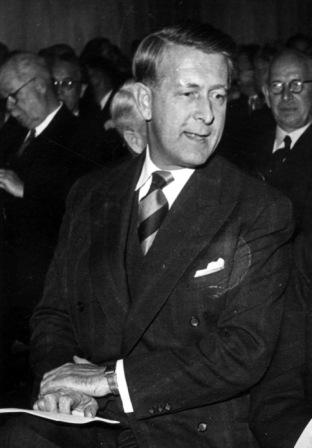
Bertil Ohlin
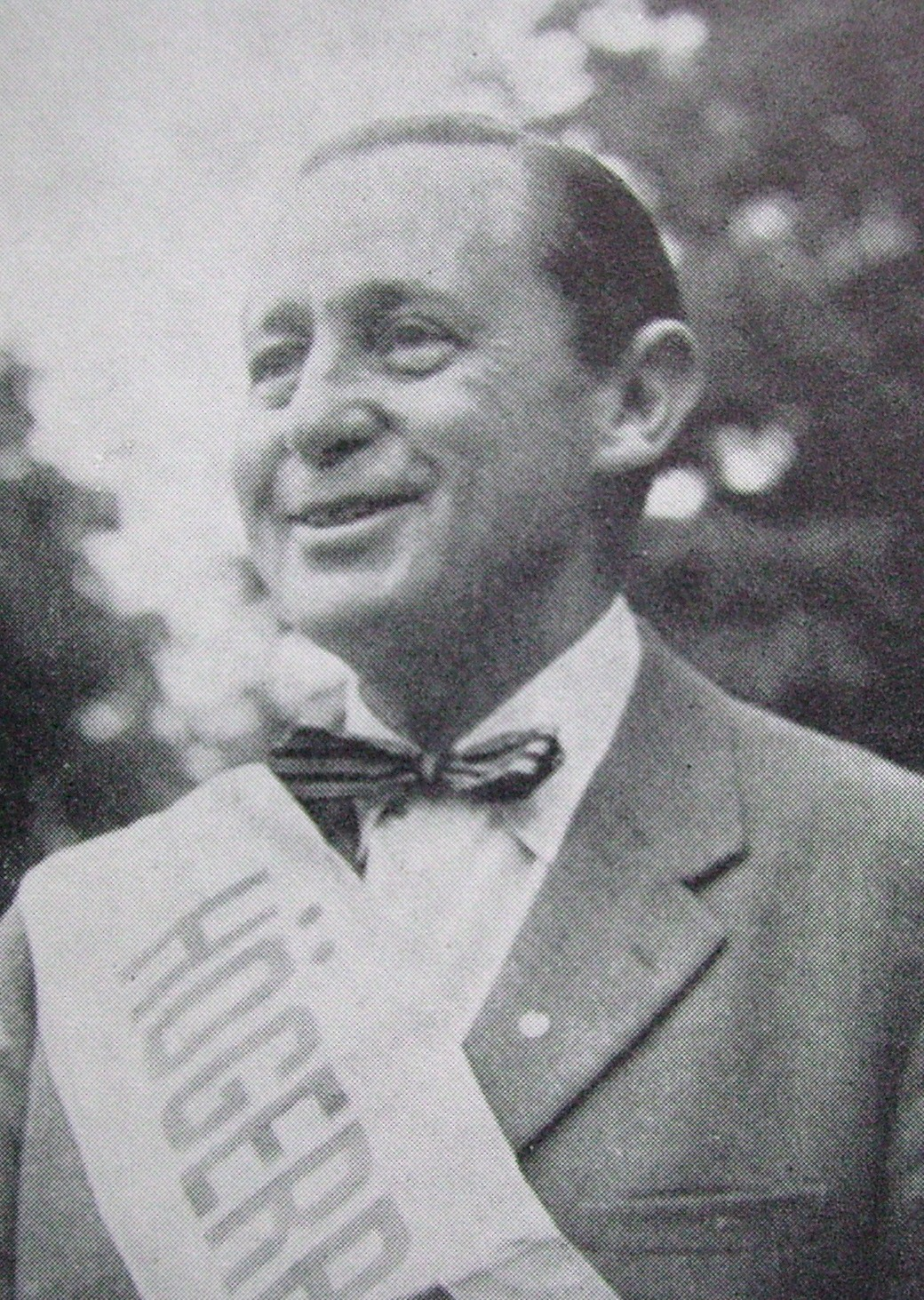
Jarl Hjalmarson
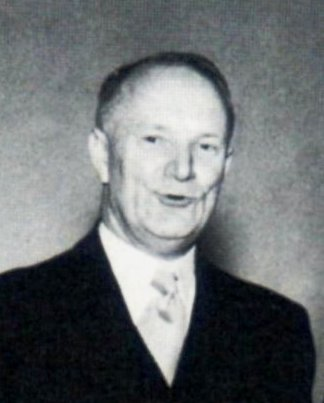
Gunnar Hedlund
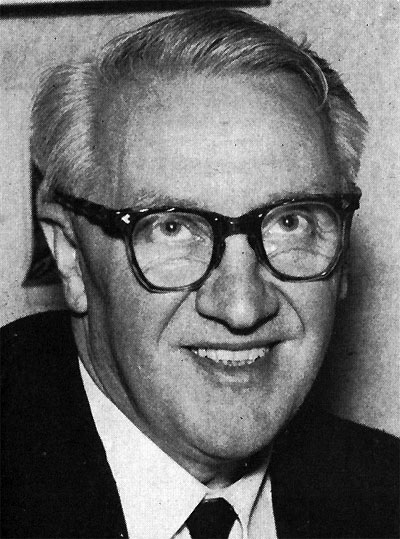
Hilding Hagberg

1911 · 1914 · 1917 · 1920 · 1921 · 1924 · 1928 · 1932 · 1936 · 1940 · 1944 · 1948 · 1952 · 1956 · 1958 · 1960 · 1964 · 1968 · 1970 · 1973 · 1976 · 1979 · 1982 · 1985 · 1988 · 1991 · 1994 · 1998 · 2002 · 2006 · 2010 · 2014 · 2018 · 2022